# يورغن شبارفاسر
يورغن شبارفاسر (بالألمانية: Jürgen Sparwasser)‏ (مواليد 4 يونيو 1948) هو لاعب كرة قدم. يلعب مع منتخب ألمانيا الشرقية لكرة القدم. سبق له أن لعب في كأس العالم لكرة القدم مع منتخب بلاده.

## مسيرته الكروية
لعب يورغن شبارفاسر خلال مسيرته الاحترافية مع نادِ واحدٍ في أربعة عشر موسمًا وسجل خلالها 133 هدف ضمن 298 مباراة. حيث فاز في أربعة مواسم بالكأس وفي ثلاثة مواسم بالدوري.
خاض يورغن شبارفاسر مسيرته مع نادي ماغديبورغ في موسم 1965–66 ليلعب معه أربعة عشر موسمًا، مشاركًا في 298 مباراة سجل خلالها 133 هدف.

## روابط خارجية
- يورغن شبارفاسر على موقع الاتحاد الدولي (مؤرشف)  (الإنجليزية)
- يورغن شبارفاسر على موقع الاتحاد الأوربي (الإنجليزية)
- يورغن شبارفاسر على موقع قاعدة بيانات كرة القدم.إي يو (الإنجليزية)
- يورغن شبارفاسر على موقع بيانات كرة القدم. دي إي (الألمانية)
- يورغن شبارفاسر على موقع ناشيونال فوتبول تيمز (الإنجليزية)
- يورغن شبارفاسر على موقع عالم كرة القدم.نت (الإنجليزية)
- يورغن شبارفاسر على موقع أوليمبيديا (الإنجليزية)